# HMS Malaya
Le HMS Malaya est un cuirassé de classe Queen Elizabeth en service dans la Royal Navy de 1916 à 1944. Il combattit lors des deux conflits mondiaux, participant notamment à la bataille du Jutland (1916), plus grande bataille navale de la Première Guerre mondiale, et à la campagne de Méditerranée (1940-1944) lors de la Seconde. Il sert de réserve lors du débarquement de Normandie et est désarmé à la fin de la guerre, en mai 1945.

## Conception
La classe Queen Elizabeth est à l'origine prévue pour être basée sur la classe précédente, la classe Iron Duke, munie de canons de 13,5 pouces (343 mm). Cependant, les grandes nations maritimes de l'époque, telles le Japon, les États-Unis ou l'Allemagne équipant leurs cuirassés de canons de calibre 356 mm, l'Amirauté décide d'équiper ces nouveaux navires de canons de 15 pouces (381 mm). La conception des cuirassés de la classe est alors entièrement revue ; de nouveaux plans sont dessinés dans l'urgence pour des navires de cinq tourelles filant 21 nœuds (39 km/h). Une tourelle est finalement retirée, la puissance de feu restant conséquente malgré cela, et ce retrait permet d'installer des chaudières supplémentaires. Grâce aux accords pétroliers avec l'Iran, l'utilisation de fioul à la place du charbon est adoptée, permettant au navire d'atteindre 24 à 25 nœuds (46 km/h).
Finalement, le Malaya est muni de huit canons de marine de 15 pouces BL Mark I répartis en quatre tourelles. L'armement secondaire est composé de 14 canons de 6 pouces BL Mk XII, de 2 canons antiaériens de 3 pouces QF 20 cwt et de 4 tubes lance-torpilles. Les machines développent une puissance de 56 000 chevaux qui peut atteindre les 74 000 chevaux à marche forcée, pour des vitesses respectives de 23 et 24 nœuds (44 km/h). Le blindage de la ceinture principale est épais de 6 à 13 pouces (330 mm), celui des barbettes varie de 4 à 10 pouces (254 mm), celui du château est de 11 pouces (279 mm) et celui des bulbes anti-torpilles varie de 4 à 6 pouces (152 mm). Les tourelles de la batterie principale ont une protection frontale de 13 pouces (330 mm) ; l'arrière et les côtés sont protégés par 11 pouces (279 mm) pouces de blindage, et celui du toit est épais de 5 pouces (127 mm).

## Histoire

### Première Guerre mondiale

Pavillon naval des États malais fédérés (1895–1946)

Le Malaya a été construit par Armstrong Whitworth and Co. à Walker-on-Tyne, dans le nord-est de l'Angleterre, et fut lancé en mars 1915. Il fut nommé en l'honneur des États malais fédérés, en anglais Malaya, dont le gouvernement avait payé sa construction. Il servit d'abord au sein du 5th Battle Squadron britannique du contre-amiral Hugh Evan-Thomas de la Grand Fleet. Il participa à la bataille du Jutland le 31 mai 1916, où il fut touché huit fois, subissant des dommages importants et de lourdes pertes d'équipage. Au total, 65 hommes furent tués, au combat ou plus tard de leurs blessures. Parmi les blessés figurait le matelot de 2e classe Willie Vicarage, connu comme l'un des premiers hommes à recevoir une reconstruction faciale par chirurgie plastique et le premier à recevoir une reconstruction radicale via la technique du « pédicule tubulaire » mise au point par Sir Harold Gillies. Unique parmi les navires de la bataille, le HMS Malaya arborait le pavillon rouge-blanc-noir-jaune des États malais fédérés.

### Entre-deux-guerres
Le 17 novembre 1922, le Malaya emmena le dernier sultan de l'Empire ottoman, Mehmed VI, d'Istanbul en exil à Malte puis plus tard à San Remo en Italie. En août-septembre 1938, il servit dans le port de Haïfa lors de la Grande révolte arabe de 1936-1939 en Palestine mandataire.
Il fut modernisé deux fois durant l'entre-deux-guerres. La dernière reconstruction vit l'ajout d'un nouveau hangar et d'une catapulte fixe à l'arrière, deux grues étaient prévues pour supporter le mouvement de l'avion. Les affuts de canon AA simples de 4" furent remplacés par des supports jumeaux. Deux tourelles à affût octuple 2 livres QF "pom-pom" furent fournies et deux mitrailleuses quad 0.5" furent montées sur la tourelle X. Deux HA DCT (High Angle Director Control Tower) furent installés pour supporter les nouveaux canons anti-aériens.

### Seconde Guerre mondiale
En 1939, le HMS Malaya fit partie de la Mediterranean Fleet basée à Alexandrie.
Commandé par le Capt. IBB Tower (DSC, RN), le cuirassé et le porte-avions HMS Glorious commandé lui par le capt. G. D'Oyly-Hughes (DSO et Bar, DSC, RN) reçurent l'ordre de quitter la Méditerranée le 5 octobre 1939 et de se diriger via le canal de Suez dans l'océan Indien où ils formèrent un groupe de chasse, la Force J, pour participer à la recherche du cuirassé de poche allemand Graf Spee dans le secteur de Socotra, au large de l'entrée du golfe d'Aden. Le Malaya retourna à Malte le 14 décembre 1939.
Il participa à l'escorte du convoi HX 16 en janvier 1940, à celui du convoi HX 26 en mars 1940 et en avril 1940, à celui du convoi HX 32.
Il participa à l'opération MA 5 et à la bataille de Punta Stilo qui en a résulté le 9 juillet 1940 avec la Force C commandée par le vice-amiral Henry Pridham-Wippell, force navale dont faisaient également partie le cuirassé HMS Royal Sovereign et le porte-avions HMS Eagle.
Lors de la bataille du cap Spada, le 19 juillet 1940, il poursuivit le croiseur léger italien Giovanni dalle Banda Nere. Il bombarda le port de Bardia le 16 août 1940.
Il participa à l'opération Hats le 30 aout 1940, à l'opération Excess en janvier 1941 et à l'opération Grog, le bombardement de Gênes, le 9 février 1941.
Le 14 mars 1941, il couvrit le convoi SL 68. Le 20 mars 1941, à 23H23, à environ 250 miles à l'ouest-nord-ouest des îles du Cap Vert (20° 01′ N, 25° 30′ O), le sous-marin U-106 allemand attaqua le convoi et endommagea gravement le HMS Malaya. En raison de l'importante voie d'eau créée, le navire prit une gîte de 7 degrés, mais réussit à atteindre Trinidad en sécurité. Après des réparations temporaires, il continua sa route jusqu'au Brooklyn Navy Yard, où il resta en réparation pendant 4 mois. Il retourna en Écosse le 28 juillet 1941.
Il participa à l'opération Perpetual en Méditerranée le 1er novembre 1941 et fut présent lors de l'attaque du sous-marin allemand U-81 le 13 novembre à 15h41 dont une torpille toucha le porte-avions HMS Ark Royal. Celui-ci fut amené en vue de Gibraltar avant de finalement couler à 06h13 le 14 novembre alors qu'il n'était qu'à 48 km du port anglais.
En 1942, le cuirassé couvrit, avec la Force H, le passage de Gibraltar pendant les opérations Spotter I et II, Pickets I et II et Harpoon, des convois vers Malte.
Le 20 avril 1943, il partit de Gibraltar pour être mis en réserve en Écosse. Cependant, en juin 1944, peu de temps après le début de l'invasion de la Normandie, le vieux navire fut réactivé pour combattre les fortifications allemandes le long des côtes françaises et néerlandaises. Le HMS Malaya connut sa dernière mission de guerre le 1er septembre 1944, lorsqu'il a bombardé les positions allemandes sur l'île de Cézembre au large de Saint-Malo qui résistait depuis près d'un mois aux bombardements aériens américains. La garnison de l'île se rendit un jour plus tard.
En octobre 1944, le Malaya fut réaffecté au statut de réserve jusqu'en avril 1945 à Portsmouth où il devait désormais servir de navire-école. Il fut désarmé en mai 1945.